# 交城弥陀寺
交城弥陀寺，位于山西省吕梁市交城县天宁镇东关居委会东关街麻叶寺巷，已列为山西省文物保护单位。

## 保护
2021年8月4日，交城弥陀寺由山西省人民政府公布为第六批山西省文物保护单位，编号6-123。